# Онуфрій (Шумлянський)
Онуфрій Шумлянський гербу Корчак (у миру Йосип Шумлянський, пол. Onufry Szumlański; ? — 30 квітня 1762, Валява) — український церковний греко-католицький діяч, єпископ Перемиський, Сяноцький і Самбірський УГКЦ. Представник шляхетського роду Шумлянських.

## Життєпис
За даними Володимира Кубійовича, небіж (племінник) Львівського єпископа Йосифа Шумлянського та Луцького єпископа Атанасія Шумлянського. За старішими даними о. Каспера Несецького, їхній внучатий небіж. За даними о. Каспера Несецького, його батько:
- або Павло Шумлянський, син Івана — мечник жидачівський, тоді мати — з Димидецьких;
- або Ілля, син Михайла, мати — дружина Іллі Олтажевська (Ołtarzewska).

Мав братів Андрія — буцнівського старосту, Івана — подільського чашника, Дмитра (рідних або 2-рідних).
Спочатку був командиром відділку коронного війська, згодом став священником. Від 1740 року — коад'ютор Перемишльського єпископа Єроніма Устрицького, у 1746—1762 р. єпископ Перемишльський, Сяноцький і Самбірський УГКЦ.
У 1751 році разом з іншими ієрархами Онуфрій Шумлянський звернувся з петицією до папи Бенедикта XIV про повернення до грецького обряду тих, що перейшли на латинський. Папа відповів 1755 року конституцією «Allatae sunt».